# Mammillaria evermanniana
Mammillaria evermanniana ist eine Pflanzenart aus der Gattung Mammillaria in der Familie der Kakteengewächse (Cactaceae). Das Artepitheton ehrt Barton Warren Evermann, der eine wissenschaftliche Expedition in den Golf von Kalifornien 1921 leitete.

## Beschreibung
Mammillaria evermanniana wächst meist einzeln. Die kugeligen bis kurz und dick zylindrischen Triebe sind hellgrün. Sie werden 5 bis 7 Zentimeter im Durchmesser groß. Die konisch geformten Warzen sind ohne Milchsaft. Die Axillen sind besonders im jungen Zustand dicht bewollt und mit Borsten besetzt.  Die 3 Mitteldornen stehen manchmal fast ab. Sie sind weiß mit dunkler Spitze und bis zu 1 Zentimeter lang. Die 12 bis 15 Randdornen sind nadelig weiß mit dunkler Spitze und 0,8 bis 1 Zentimeter lang.
Die gelblich cremefarbenen Blüten mit grünlichem Ton und zuweilen rosabräunlichen Mittelstreifen werden bis zu 1 Zentimeter lang wie auch im Durchmesser groß. Die roten Früchte enthalten braune Samen.

## Verbreitung, Systematik und Gefährdung
Mammillaria evermanniana ist im mexikanischen Bundesstaat  Baja California Sur auf der Isla Cerralvo in der See von Cortés verbreitet.
Die Erstbeschreibung als Neomammillaria evermanniana erfolgte 1923  durch Nathaniel Lord Britton und Joseph Nelson Rose. Charles Russell Orcutt stellte die Art 1926 in die Gattung Mammillaria.
In der Roten Liste gefährdeter Arten der IUCN wird die Art als „Least Concern (LC)“, d. h. als nicht gefährdet geführt.

## Nachweise